# Jerome Alexander
Jerome Alexander (New York, 1876 – New York, 1959) è stato un chimico statunitense.
Lavorò sui colloidi e riuscì per primo a standardizzare le prove su colle e gelatine.